# ナツシロギク

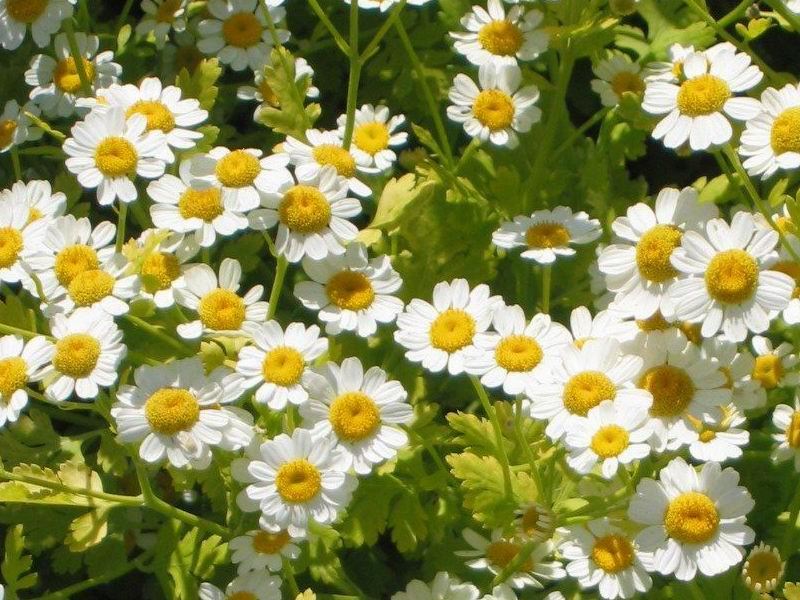
ナツシロギクの花

ナツシロギク (夏白菊、英名：feverfew;フィーバーフュー、学名：
Tanacetum parthenium) は、伝統的な薬用ハーブであり、ヨーロッパなどで古くから庭に植えられてきた植物である。装飾に使用されることもある。成長すると柑橘系の香りをもつ葉に覆われた高さ46センチメートルほどの小さなブッシュとなり、デイジーに似た花をつける。広がるのがとても早く、数年で広いエリアを覆ってしまう。
ナツシロギクはユーラシア大陸のバルカン半島やアナトリア半島やコーカサス地方辺りが原産である。しかし世界中で栽培されるようになったため、今ではヨーロッパ、北アメリカ、チリなどでも見られる。
薬草として使われだしたのがいつ頃からなのかは分かっていないが、ギリシャのディオスコリデスが抗炎症剤として記したのが、文書に記載された最初の事例である。

## 利用
英名のfeverfewはラテン語で解熱剤を意味するfebrifugiaに由来する。ナツシロギクは薬草として解熱剤、頭痛や関節炎や消化器異常の薬として用いられてきた。しかしこれらの薬効の根拠まだ科学的に十分支持されておらず、偽薬効果を超えるものではないとされる。
ナツシロギクの有効成分はパルテノリド、タネチンなどであると言われている。パルテノリドに関しては、インビトロでいくつかの癌細胞株にアポトーシスを引き起こす作用が確認できたという研究結果がある。現在公表された研究で、パルテノリドやナツシロギクが人間のガンへ及ぼす作用を調査したものは存在しない。ナツシロギクが含まれたサプリメントが市販されているが、そのラベルに示されたパルテノリドの「標準化」された量は、実際の含量と大きく異なり、40倍以上の差がある。このようなパルテノリドを含むサプリメントのラベル表示と実際の含量は全く類似していなかったという調査結果がある。
長期間ナツシロギクを摂取していた人が、その摂取をやめると反跳性頭痛や筋肉痛、関節痛をともなう離脱症候群を引き起こすことがある。またナツシロギクは接触皮膚炎などのアレルギー症状を引き起こすことがある。他にも吐き気、嘔吐、腹痛、下痢、鼓腸などを引き起こすことがある。葉を経口で摂取した時、口内炎や口内の腫れ、無感覚を引き起こすことがある。ナツシロギクは抗凝固薬と干渉したり、出血のリスクを高める。また肝臓の薬物代謝に影響をあたえることがある。妊婦はナツシロギクを摂取すべきではない。